# Itiyahi
Itiyahi (en népalais : इटियाही) est un comité de développement villageois du Népal situé dans le district de Bara. Au recensement de 2011, il comptait 6 659 habitants.